# ZAB-50T
ZAB-50T (ros. ЗАБ-50Т) – radziecka bomba zapalająca. Korpus bomby wypełniony jest około 100 kulami termitu o łącznej masie  30 kg.